# Университет Париж-Изток Кретей Вал-де-Марн
Университетът Париж-Изток Кретей−Вал де Марн, познат и като Университет Париж XII (на френски: Université Paris-Est Créteil Val-de-Marne, UPEC) е френски университет, разположен в Ил дьо Франс на територията на три департамента: Вал дьо Марн, Сен сан Дьони и Сен е Марн. Съставен е от дванадесет факултета и института. Основан е през 1970 г. след разделянето на Парижкия университет след събитията от май 1968 г.
Първоначално университетът е включвал медицинския факултет на Кретей, в болницата Анри-Мондор, и центъра Ла Варен−Сент Илер, в който от 1969 г. се преподават икономика и право. През 1970 г. се изгражда мултидисциплинен център. През 1972 г. в състава на университета се включва и Парижкият институт по урбанизъм.
Университетът разполага със седем Научни и учебни звена (на френски: Unité de formation et de recherche, UFR): по администрация и международни отношения, право, филологии и хуманитарни науки, медицина, по стопанство, науки и технологии и звено по образование, социални науки и спорт, както и с шест института: Институт за подготовка на кадрите за държавната администрация, Парижки институт по урбанизъм, Университетски технологичен институт на Кретей, Университетски технологичен институт на Сенар-Фонтенбло, Университетски институт за подготовка на кадри за началното и основно образование, Институт по администрация на предприятията Гюстав Айфел.